# Thalictrum flavum
El ruibarbo de los pobres (Thalictrum flavum) es una especie de la familia de las ranunculáceas.

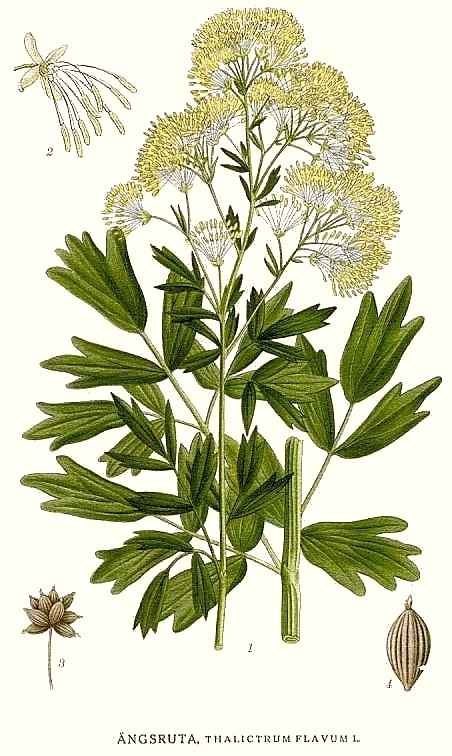
Ilustración

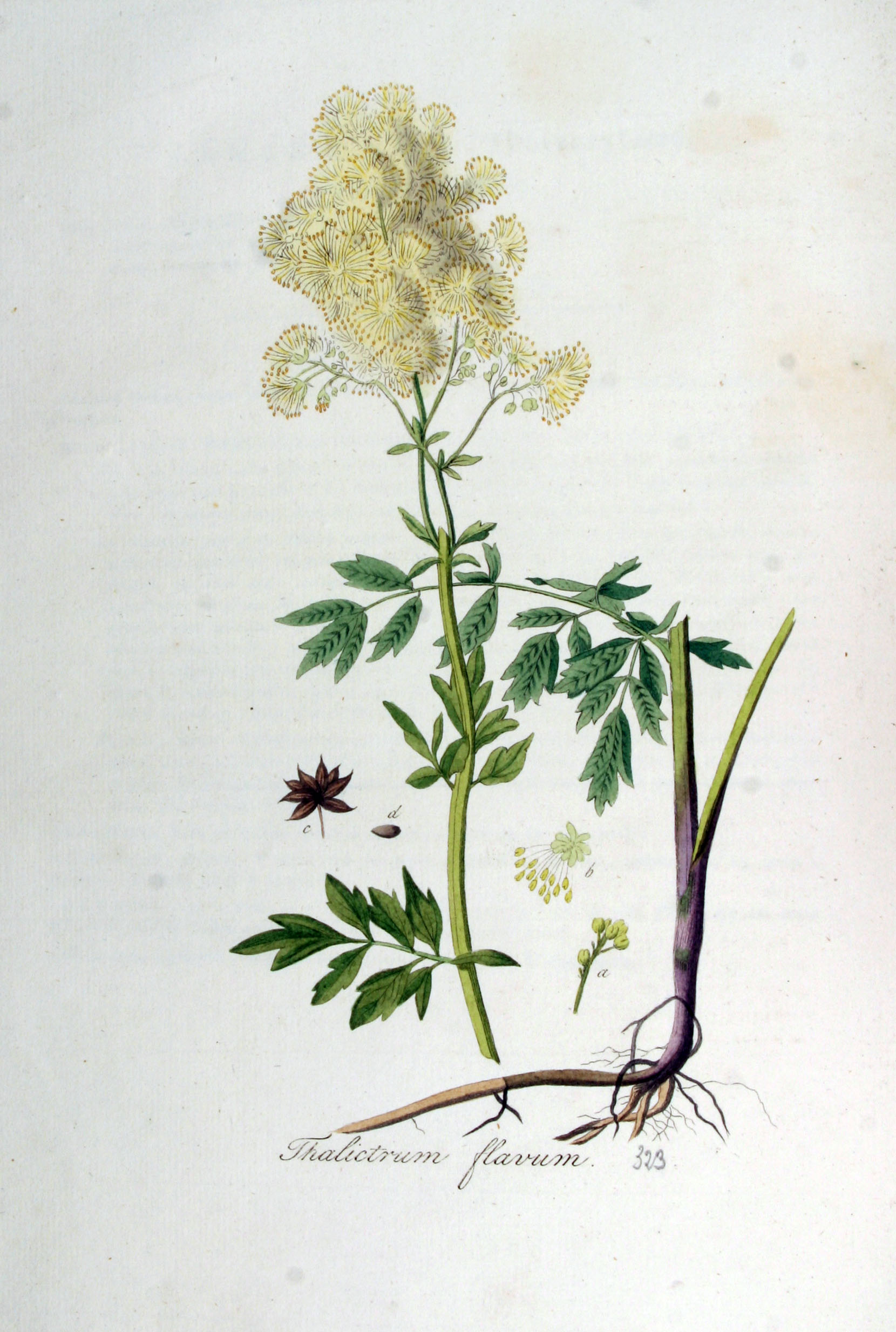
Ilustración

## Descripción
Planta alta, perenne, de hasta 1 m, con inflorescencias terminales densamente pobladas por numerosas flores olorosas amarillentas, y hojas compuestas con folíolos redondeados, cuneados y lobulados. Flores diminutas, con 4 pétalos estrechos blanquecinos y con estambres amarillos mucho más largos. Hojas 2-3 veces pinnadas, las hojas superiores sin pecíolo. Florece a final de primavera y verano.

## Hábitat
Lugares muy húmedos y pantanos.

## Distribución
Toda Europa salvo Islandia y Turquía.

## Taxonomía
Thalictrum flavum fue descrita por Carolus Linnaeus y publicado en Species Plantarum 1: 546. 1753.
Etimología
Thalictrum: para conocer el significado del nombre del género hay que remontarse a Dioscórides (40-90), médico griego, botánico y farmacéutico que practicaba en Roma, o Plinio el Viejo (23 - 79), escritor naturalista romano, tanto en la forma de "thalictron" indica que estas plantas probablemente tienen su floración temprana de ( "thallein" = revivir, y de "ictar" = pronto). El nombre científico de esta especie, actualmente aceptada, fue propuesto por Carl von Linné (1707 - 1778) biólogo y escritor sueco, considerado el padre de la moderna clasificación científica de los seres vivos, en la publicación "Species Plantarum" en 1753.
flavum: epíteto latino que significa "amarillo".
Sinonimia
- Thalictrum altissimum Thomas
- Thalictrum angustatum Weinm. ex Lecoy.
- Thalictrum anonymum Wallr. ex Lecoy.
- Thalictrum belgicum Jord.
- Thalictrum capitatum Jord.[5]